# Der tödlichste Witz der Welt
Der tödlichste Witz der Welt (englisch The Funniest Joke in the World, auch Joke Warfare oder Killer Joke) ist ein Sketch der britischen Komikergruppe Monty Python.
Der Sketch wurde zuerst in der BBC-Fernsehserie Monty Python’s Flying Circus ausgestrahlt. Für den Film And Now for Something Completely Different (deutsch Monty Pythons wunderbare Welt der Schwerkraft) wurde eine gekürzte Fassung gedreht. Der Sketch findet sich auch im Computerspiel Monty Python’s The Meaning of Life.

## Inhalt
Der Sketch spielt während des Zweiten Weltkriegs. Der britische Witzfabrikant Ernest Scribbler (auf Deutsch Ernst Schreiberling, Ernst Schmierer oder Ernst Kritzler) (Michael Palin) erfindet den lustigsten Witz der Welt und lacht sich darüber buchstäblich tot. Auch andere, die versuchen, den Vorgang zu untersuchen, sterben beim Lesen des Witzes.
Nachdem sich die britische Armee des Witzes angenommen und ihn vorsichtig getestet hat, wird der Witz ins Deutsche übersetzt, um als Kriegswaffe zu dienen. Aufgrund der Tödlichkeit des Witzes wird für jedes einzelne Wort ein anderer Übersetzer verwendet. Ein Übersetzer, der versehentlich zwei Wörter sieht, verbringt daraufhin mehrere Wochen im Lazarett. Der übersetzte Witz wird als „mehr als 60.000 Mal stärker als Großbritanniens großer Vorkriegswitz“ bezeichnet. Dazu wird Vorkriegs-Premierminister Arthur N. Chamberlain gezeigt, wie dieser nach Abschluss des Münchner Abkommens seine Rede  „Friede in unserer Zeit“ („Peace for Our Time“) hält.
Eine Transkription des Witzes ergibt den Nonsens-Text „Wenn ist das Nunstück git und Slotermeyer? Ja! …  Beiherhund das Oder die Flipperwaldt gersput!“, der erfolgreich auf den Schlachtfeldern eingesetzt wird. Auch die Deutschen entwickeln fieberhaft einen tödlichen Witz (im Sketch in Anspielung auf die deutschen Vergeltungswaffen als „V-Joke“ bezeichnet), bleiben aber erfolglos. Die deutsche Antwort auf den britischen Witz lautet: „Der ver zwei peanuts, valking down der strasse, and von vas … assaulted!“ [Pause] „peanut.“ [Das Deutschlandlied wird angespielt]. Der Sprecher des Witzes trägt diesen mit einem gespielten deutschen Akzent vor. Der „Witz“ liegt im Wortspiel von “one was assaulted” (deutsch: „eine wurde angegriffen“) und “one was a salted … peanut” (deutsch: „eine war eine gesalzene … Erdnuss“). Der Witz wird in einer Szene von einem britischen Ehepaar per Radio empfangen, das nach Ende des Witzes eher irritiert schaut, statt vor Lachen zu sterben.
Der gesamte Sketch endet mit der Feststellung “In 1945, peace broke out.” (deutsch: „1945 brach der Frieden aus“) und der Sprecher des Sketches steht in Manier eines Dokumentarfilms vor einem Grabstein, auf dem in Anspielung auf das Grabmal des unbekannten Soldaten die Inschrift “To the unknown joke” zu lesen ist. Der Sprecher bemerkt, dass die Genfer Konvention nunmehr „die Witzkriegsführung“ verboten hat und man die letzte erhaltene Version des tödlichen Witzes dort (gemeint ist das Grab zu seinen Füßen) beerdigt habe, auf dass er niemals mehr erzählt werde. Zum Ende des Sketches erklingt Rule, Britannia!, bis es durch ein Pfeifen unterbrochen wird.

## Unterschiede zwischen Serien- und Filmfassung
Im Film And Now For Something Completely Different… wird eine stark verkürzte Fassung des Sketches verwendet, die ungefähr halb so lang (≈ 5 Minuten) wie die Serienfassung (≈ 10 Minuten) ist. Entsprechend sind einige Szenen entfallen, im Einzelnen waren dies:
- Ein Fernsehreporter (Terry Jones) berichtet live davon, wie ein Polizist (Graham Chapman) Scribblers Haus betritt, um den Witz sicherzustellen. Dieser scheitert dabei aber tödlich an dem Witz.

- Der Witz wird in das Kriegsministerium gebracht, dessen Mitarbeiter sich ebenfalls totlachen.

- Ein gefangener britischer Soldat (Palin) wird von einem SS-Offizier (John Cleese) und dessen Gehilfen Otto (Chapman) verhört, um den Witz preiszugeben. Nach allerlei mit „Zat’s not funny!“ abgelehnten Kalauern gesteht der Soldat schließlich unter Folter mit einer Feder den Witz, welcher dann aber die Deutschen das Leben kostet.

- Die Deutschen erforschen in Peenemünde ihrerseits den „V-Witz“. Ein deutscher Witzeerfinder (Eric Idle) verliest schließlich einen Vorschlag („Die ist ein Kinnerhunder und zwei Mackel über und der bitte schön ist den Wunderhaus sprechen sie. ‚Nein‘ sprecht der Herren ‚Ist aufern borger mit zveitingen‘.“[3]), wird daraufhin aber mit dem Kommentar „We’ll let you know“ (deutsch: „Sie hören von uns!“) erschossen.

- Ebenso entfallen noch die Szenen mit dem eingesetzten „V-Witz“ und dem Bericht nach Kriegsende.

Im Gegenzug hat, im Rahmen des Ablaufes des Filmes, die Filmfassung eine andere Einleitung und ein anderes Ende. Der Anfang ist eine Überleitung vom vorigen Sketch Seduced Milkmen (Verführte Milchmänner), in dem eine aufreizend angezogene Frau mit eindeutigen Gesten einen Milchmann in ihr Haus lockt, nur um ihn dann in ein Zimmer zu sperren, in dem sich bereits zahllose weitere Milchmänner befinden. Im Film ist dies ein Witz, den sich Scribbler just vor dem „tödlichsten Witz aller Zeiten“ ausgedacht hat, jedoch gleich wieder verwirft.
Das Ende des Sketches wurde in der Filmfassung wie folgt abgeändert: Es wird zunächst zum Kommentar, die Deutschen hätten durch den Witz fürchterliche Verluste erlitten, eine Szene aus einem Lazarett gezeigt, in dem sich eingegipste und verbundene Verwundete vor Lachen krümmen. Anschließend wird Chamberlains „Vorkriegswitz“ präsentiert und Hitlers Antwort: „My dog’s got no nose! – And how does it smell? – Awful!“ (deutsch: „Mein Hund hat keine Nase! – Und wie riecht er dann? – Schrecklich!“) Im Film folgt an dieser Stelle eine Überleitung zu einem Trickfilm, in der Serie hingegen war die Reihenfolge von Lazarettszene und Vorkriegswitz vertauscht und im Anschluss an die Lazarettszene wurde das Verhör des britischen Soldaten gezeigt.

## Sonstiges
- Im Computerspiel Codename Panzers ist der englische Originaltitel des Sketchs (ohne Leerzeichen geschrieben, also thefunniestjokeintheworld) ein Cheat, der alle auf dem Bildschirm befindlichen Einheiten des Gegners tötet und dazu Textzeilen aus dem Witz auf dem Bildschirm zeigt.

- Bei Google Translate gab es ein Easter Egg: Wenn man „Wenn ist das Nunstück git und Slotermeyer? Ja! … Beiherhund das Oder die Flipperwaldt gersput!“ ins Englische übersetzen wollte, wurde als Übersetzung nur [FATAL ERROR] angezeigt.

- Die Band Killing Joke („Tötender Witz“) benannte sich nach dem Sketch.

- Das verwendete Bildmaterial von Hitler entstammt dem Riefenstahl-Propagandafilm Triumph des Willens. Bei dem zwischengeschnittenen Mann, der Hitler salutiert, handelt es sich um Reichsarbeitsführer Konstantin Hierl.